# Gombe Stream nationalpark

Gombe  Stream nationalpark ligger i nordvästra Tanzania 16 km norr om staden Kigoma i distriktet Kigoma vid Tanganyikasjöns strand nära gränsen till både Burundi och Kongo-Kinshasa. 
Gombe Stream är den till ytan näst minsta nationalparken i Tanzania och den minsta på det tanzaniska fastlandet, Tanganyika, med sina 52 km2. (Den minsta nationalparken i Tanzania är Jozani Chwaka Bay nationalpark på Zanzibar). Parkens huvudattraktion det naturliga beståndet av schimpanser som Jane Goodall började studera 1960.
1967 grundades Gombe Stream Research Center för studier av vilda schimpanser och året efter, 1968, blev Gombe Stream nationalpark. 

## Jane Goodall

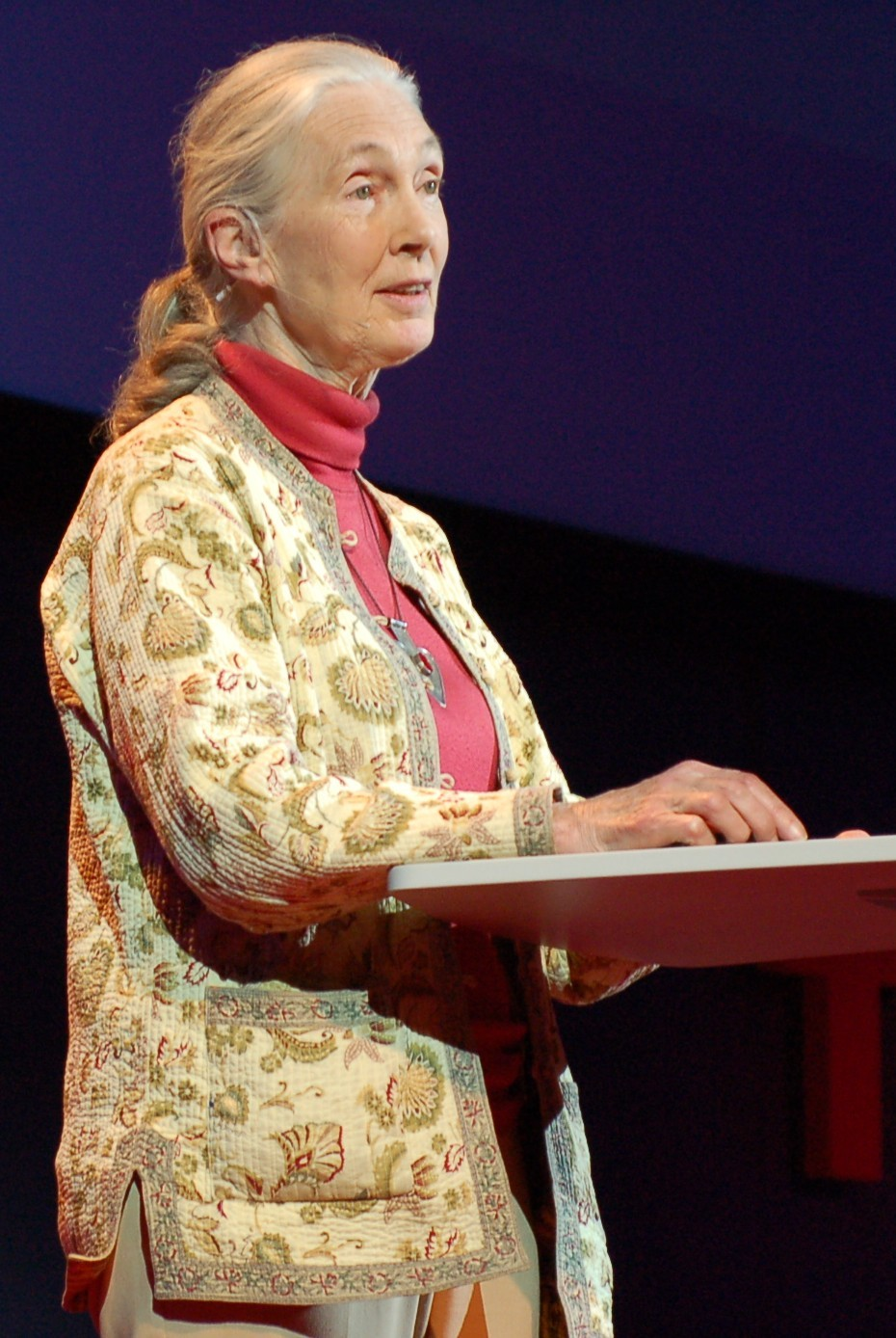
Jane Goodall

Parkens huvudattraktion är schimpanserna som Jane Goodall har studerat i parken sedan 1960, vilket är den längsta studien av det här slaget som genomförts. Hon upptäckte bland annat att schimpanser använder redskap genom att använda stjälkar, kvistar, grenar, löv och stenar för att bland annat äta, dricka och göra sig rena.  Upptäckten fick Doktor Louis Leakey att skriva följande rader till Jane Goodall: Nu måste vi omdefiniera redskap, omdefiniera människan eller acceptera schimpanser som människor.

## Djurliv
Förutom schimpanser finns det också en hel del andra apor, bland annat diademmarkattor, gröna markattor, anubisbabianer och röda guerezor håller till uppe i trädkronorna. 
Förutom aporna så är Gombe inte särskilt artrik. Där finns buskbock och busksvin och utöver det finns omkring 200 fågelarter i parken, som exempelvis röd droppastrild och skrikfiskörn.

## Säsong
Under regnperioden (februari-juni och november-mitten av december) rör sig schimpanserna mindre, vilket gör schimpanserna lättare att hitta. Under den torra perioden (juli-oktober och senare delen av december) är mest lämplig för fotografering.

## Kommunikationer
Att resa till Gombe från den närmaste staden Kigoma tar cirka 3 timmar med lokal sjö-taxi och 1 timme med snabb båt. Till Kigoma kan man flyga eller åka tåg från Dar es Salaam.